# Tweede Kamerverkiezingen in het kiesdistrict Dokkum (1848-1859)
Tweede Kamerverkiezingen in het kiesdistrict Dokkum (1848-1859) geeft een overzicht van verkiezingen voor de Nederlandse Tweede Kamer in het kiesdistrict Dokkum in de periode 1848-1859.
Het kiesdistrict Dokkum werd ingesteld na de grondwetsherziening van 1848. Tot het kiesdistrict behoorden de volgende gemeenten: Achtkarspelen, Ameland, Dantumadeel, Dokkum, Ferwerderadeel, Kollumerland en Nieuwkruisland, Oostdongeradeel, Schiermonnikoog en Westdongeradeel.
Het kiesdistrict Dokkum vaardigde in dit tijdvak per zittingsperiode één lid af naar de Tweede Kamer. 
Legenda
- vet: gekozen als lid van de Tweede Kamer.

## 30 november 1848
De verkiezingen werden gehouden na ontbinding van de Tweede Kamer, na inwerkingtreding van de herziene grondwet.
|                              | 30 november |
| ---------------------------- | ----------- |
| Kiesgerechtigden             | 984         |
| Opkomst                      | 650         |
| Geldige stemmen              | 645         |
| Blanco stemmen               | 5           |
| Kandidaten                   |             |
| B. Albarda                   | 341         |
| I.T. ter Brugghen Hugenholtz | 257         |
| I. da Costa                  | 18          |

## 19 december 1848
Binse Albarda werd bij de verkiezingen van 30 november 1848 gekozen in drie kiesdistricten, Dokkum, Franeker en Leeuwarden. Hij opteerde voor Leeuwarden, als gevolg waarvan in Dokkum een naverkiezing gehouden werd. 
|                              | 19 december |
| ---------------------------- | ----------- |
| Kiesgerechtigden             | 984         |
| Opkomst                      | 548         |
| Geldige stemmen              | 548         |
| Blanco stemmen               | 2           |
| Kandidaten                   |             |
| I.T. ter Brugghen Hugenholtz | 336         |
| J.B. Oosting                 | 134         |
| D.J.V. van Sytzama           | 21          |
| J.J.L. van der Brugghen      | 16          |

## 27 augustus 1850
De verkiezingen werden gehouden na ontbinding van de Tweede Kamer, na inwerkingtreding van de Kieswet.
|                                 | 27 augustus |
| ------------------------------- | ----------- |
| Kiesgerechtigden                | 1.456       |
| Opkomst                         | 440         |
| Geldige stemmen                 | 427         |
| Blanco stemmen                  | 5           |
| Kandidaten                      |             |
| I.T. ter Brugghen Hugenholtz    | 330         |
| D. de Blocq van Haersma de With | 40          |
| J. Dirks                        | 19          |

## 8 juni 1852
De verkiezingen werden gehouden vanwege de afloop van de zittingstermijn van het gekozen lid. 
|                              | 8 juni |
| ---------------------------- | ------ |
| Kiesgerechtigden             | 1.481  |
| Opkomst                      | 498    |
| Geldige stemmen              | 494    |
| Blanco stemmen               | 2      |
| Kandidaten                   |        |
| I.T. ter Brugghen Hugenholtz | 406    |
| G. Groen van Prinsterer      | 29     |
| C. Sleeswijk Vening          | 27     |
| J.M. van Haersma de With     | 23     |

## 17 mei 1853
De verkiezingen werden gehouden na ontbinding van de Tweede Kamer.
|                                 | 17 mei |
| ------------------------------- | ------ |
| Kiesgerechtigden                | 1.492  |
| Opkomst                         | 994    |
| Geldige stemmen                 | 992    |
| Blanco stemmen                  | 1      |
| Kandidaten                      |        |
| I.T. ter Brugghen Hugenholtz    | 524    |
| D. de Blocq van Haersma de With | 442    |

## 13 juni 1854
De verkiezingen werden gehouden vanwege de afloop van de zittingstermijn van het gekozen lid. 
|                              | 13 juni |
| ---------------------------- | ------- |
| Kiesgerechtigden             | 1.492   |
| Opkomst                      | 855     |
| Geldige stemmen              | 847     |
| Blanco stemmen               | 7       |
| Kandidaten                   |         |
| I.T. ter Brugghen Hugenholtz | 583     |
| W.W. Kutsch                  | 216     |
| G.G. Rinia van Nauta         | 23      |
| G. Groen van Prinsterer      | 21      |

## 8 juni 1858
De verkiezingen werden gehouden vanwege de afloop van de zittingstermijn van het gekozen lid. 
|                              | 8 juni |
| ---------------------------- | ------ |
| Kiesgerechtigden             | 1.601  |
| Opkomst                      | 599    |
| Geldige stemmen              | 597    |
| Blanco stemmen               | 2      |
| Kandidaten                   |        |
| I.T. ter Brugghen Hugenholtz | 469    |
| J. Andreae                   | 81     |
| D.J.V. van Sytzama           | 34     |

## Voortzetting
In 1859 werd het kiesdistrict Dokkum omgezet in een meervoudig kiesdistrict, waaraan gedeelten van de kiesdistricten Leeuwarden (de gemeente Tietjerksteradeel), Sneek (de gemeenten Opsterland en Smallingerland) en Zuidhorn (de gemeenten Grootegast en Marum) toegevoegd werden.